# カツ

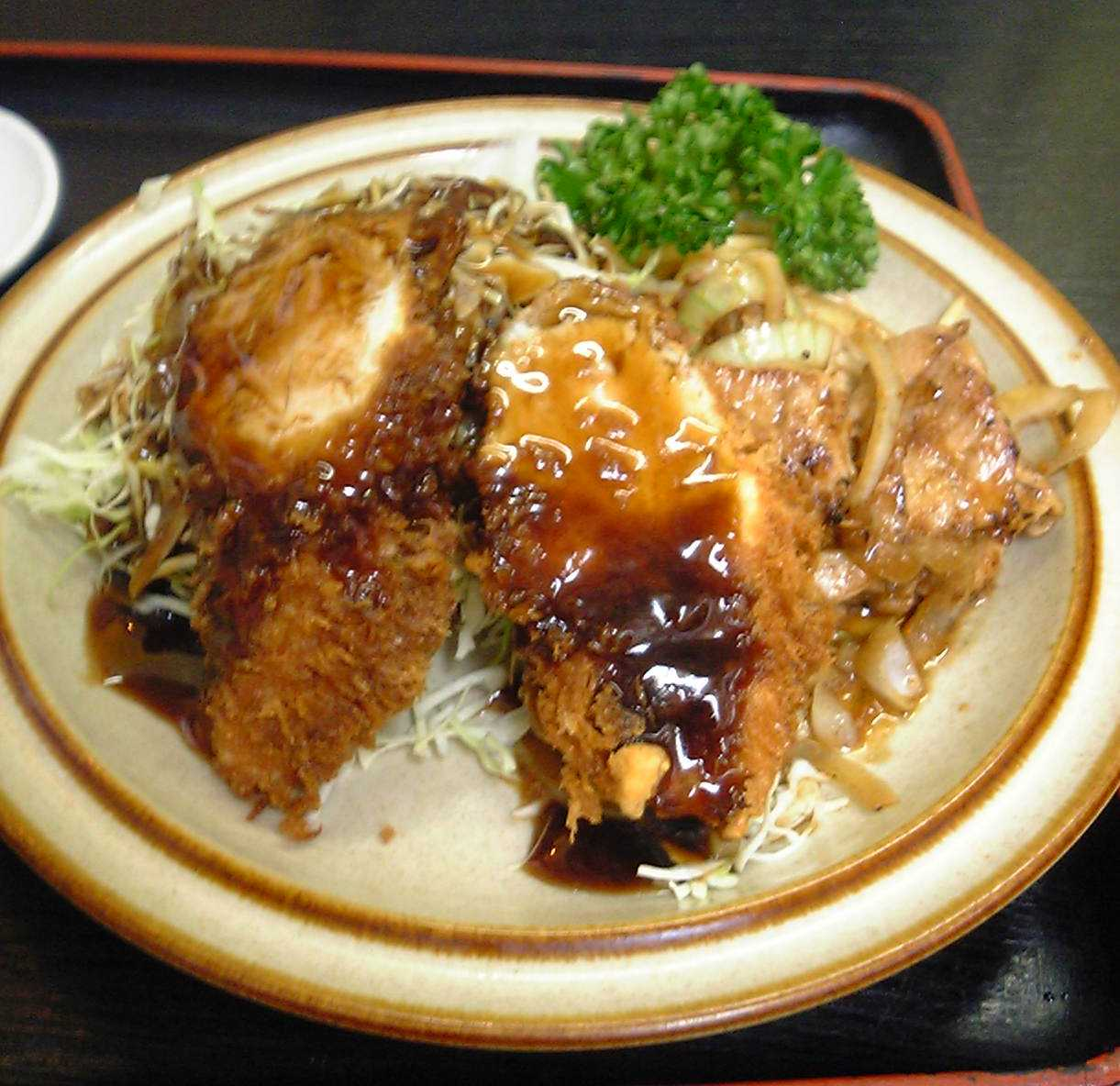
チキンカツ

カツは、食肉（牛肉・豚肉・鶏肉）や魚介類などの素材にパン粉をつけて、油で揚げた日本の料理の一種。カツレツの略とされる事もある。
「豚カツ」が代表的な料理であり、単に「カツ」と言った場合に「豚カツ」を指す事がある。これは、材料の肉の違いにより「牛カツ」「鶏カツ」などと呼ばれる揚げ物料理の総称である。魚介類を材料とした場合はフライと呼ばれる事がある。また、具材を練ってからカツにする場合は、具材が挽肉であればメンチカツ、ジャガイモであればコロッケ、魚であれば魚カツなどと呼ばれる。
世界最大の英語辞典であるオックスフォード英語辞典には2024年の改訂より「katsu」が追加されたが、「肉（通常は鶏肉）を揚げてカット」したものと解説されており、英語圏で単に「カツ」と言った場合、「チキンカツ」を指すのが一般的である。

## 調理法
食材が野菜や魚貝類の場合には「フライ」と呼び、豚肉・鶏肉・牛肉などの場合は「カツ」と呼び分けるのが普通である。ただし、スコッチエッグフライなど、肉料理の中にも「フライ」と呼ばれるものがある。また、具材を練ってからフライにする場合は、ジャガイモであればコロッケ、魚であれば魚カツなどと呼ばれる。

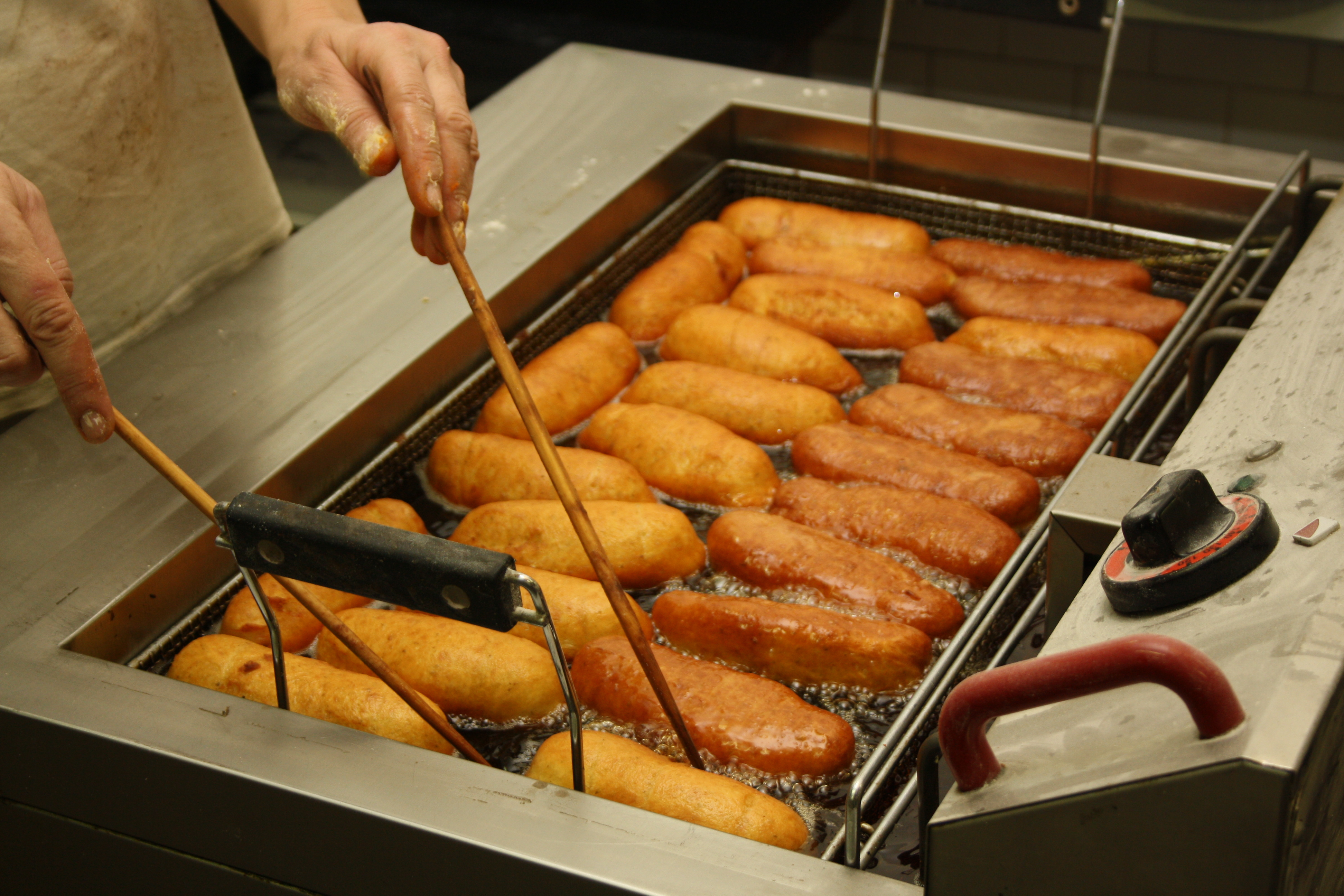
フライヤーと呼ばれる揚げ調理器具

カツやフライを加熱調理する時、180°Cくらいに熱された衣はメラノイジンと呼ばれる色素の発生によりキツネ色に染まり、香ばしい香りを生じさせる。この香りとともに、揚げられる食材の水分が蒸発することにより旨みが濃縮され、さっくりとした食感も生まれる。これがカツ料理の持ち味であると言われる。

## 歴史
フライパンを用いて少量の油でソテー（炒め焼き)にするカツレツの調理法とは違い、大きな調理器具で多量の油を使用して揚げて調理する調理法が発案された。この調理法で調理した料理も「カツ」とされるが、この調理法が取り入れられたのは「豚カツ」であった。

### 日本における広がり
現在も営業している東京・銀座の老舗西洋料理店「煉瓦亭」は、ポークカツレツの開発と成功に味をしめた店主の試行錯誤により、カキフライやエビフライなどを誕生させた。なお、成功しなかったもののカニやタイラガイなども俎上に上げられたという。
1932年（昭和7年）頃に豚カツが流行し、やがて日本各地で食べられるようになった。
「鉄板かつ」と称する料理もある。これは熱い鉄板に載せて提供される。鉄板焼きも参照。

## 様々な具材によるカツ
- 豚カツ - 豚肉を使用。
- 牛カツ - 牛肉を使用。
- 鶏カツ - 鶏肉を使用。
- メンチカツ - ひき肉を使用。
- 串カツ - 竹の串に刺した様々な具を揚げたもの。大阪に多い。
- ハムカツ - スライスしたスパム缶詰や豚肉のハムを油で揚げたもの。
- 海老カツ - エビのミンチを使用。エビフライはエビの身を崩さずに衣をつけて揚げたものである。
- マグロカツ - マグロを使用。
- 鯨カツ - 鯨肉を使用。
- レバーフライ - レバーを使用。
- イカカツ
- パンカツ - 東京都八王子市のご当地グルメ。食パンに水で溶いた小麦粉をつけてパン粉をまぶして揚げ、ソースで味付ける[4]。

## カツを使用した料理
- カツカレー
- カツ丼
- カツそば
- カツ煮
- カツサンド

## その他
「カツ」という言葉は「勝つ」に通じることから験担ぎのために、スポーツの試合の前や、受験シーズンなどでは必勝や合格を願ってカツを食べることもある。ホットペッパーによって2017年に行われた「ゲン担ぎグルメ調査」では、カツ丼が1位、カツカレーが2位であった。